# Ferrari F40
El Ferrari F40 és un automòbil esportiu produït pel fabricant italià d'automòbils Ferrari des de 1987 fins a 1992 com el successor del Ferrari 288 GTO. De 1987 a 1989 va ostentar el títol de cotxe més ràpid del món, i durant els seus anys de producció, automòbil més ràpid, més potent i més car de Ferrari. El cotxe no tenia control de tracció, i va ser un dels pocs que utilitzen turbocompressors.

## Història
El Ferrari F40 va ser un model desenvolupat per la seva circulació al carrer, però amb especificacions properes a automòbils de competició.Enzo Ferrari ja era conscient que s'apropava la fi de la seva vida, als 90 anys. Estava enfadat, perquè el domini de Ferrari en les competicions del motor a tot el món havia defallit amb el pas dels anys. Ell mateix va demanar a l'empresa el desenvolupament d'un automòbil que fes saber a tot el món la capacitat que tenien a Maranello per fer cotxes competitius, i per rivalitzar contra el Porsche 959 i convertir-se en l'orgull de la marca.
Es van fabricar 1.315 unitats del F40; [1] i com a bon Ferrari, majoritàriament de color "Rosso Corsa". El F40 es va dissenyar tenint en compte l'aerodinàmica, encara que per córrer es recolza més en la seva potència que en el seu disseny. Es va reduir l'àrea frontal, i el flux d'aire es va suavitzar, però es va prioritzar l'estabilitat enfront de la velocitat. Per a la seva època, un Cx de 0,34 és molt bo, tot i l'absència de carenat sota el motor. El motor és un gasolina amb un bloc de 8 cilindres en V de 2,9 litres de cilindrada i 32 vàlvules, basat en el del Ferrari 288 GTO. Està sobrealimentat amb dos turbocompressors IHI que li brinden la capacitat de desenvolupar fins a 478 CV (356 kW). L'escàs espai buit del sòl al xassís va fer que la firma instal·lés un sistema per a elevar-lo en cas de grans desnivells.
La carrosseria va ser dissenyada per Pininfarina, i realitzada amb kevlar, fibra de carboni, alumini i nomex per aconseguir resistència amb poc pes. El model va passar un llarguíssim període ficat al túnel de vent. El pes es va seguir minimitzant per l'ús de finestres i parabrises de material plàstic, i un interior sense entapissar, sense manilles per obrir les portes i sense sistema de so. La producció del F40 finalitzar el 1992 i el 1995 va ser substituït pel F50, que fins que una nova generació de la fàbrica recolzés els cotxes de GT1 que van venir, es va mantenir competitiu.

## Fitxa Tècnica
Gràcies a la lleugeresa (1100 kg) i la seva elevada potència de 478 CV, el F40 arriba a una velocitat màxima de 324 km / h, i accelera de 0 a 100 km / h en 4,2 s, i de 0 a 160 km / h en 7,6 s. Aquestes estadístiques li donaven cert avantatge en acceleració enfront del Porsche 959, el seu principal rival en l'època. Fins a 1989 va tenir el rècord de velocitat màxima per a un cotxe de sèrie.
| Fitxa Tècnica             | Ferrari F40                                                             |
| ------------------------- | ----------------------------------------------------------------------- |
| Any                       | 1987                                                                    |
| Motor                     | V8 DOHC biturbo de 90 graus de 2936 cc i 32 vàlvules en posició central |
| Potència                  | 478 HP a 7000 rpm                                                       |
| Transmissió               | Caixa de canvis manual de cinc velocitats. Tracció posterior            |
| Velocitat (màx)           | 324 km/h                                                                |
| Acceleració(0-100 km / h) | 3.5"                                                                    |
| Suspensió                 | Davantera i posterior independent                                       |
| Frens                     | Discos ventilats en les quatre rodes                                    |
| Pes                       | 1100 kg                                                                 |
| Relació Pes / Potència    | 2.3 kg/HP                                                               |
| Distància entre eixos     | 2450 mm                                                                 |
| Llarg                     | 4430 mm                                                                 |
| Ample                     | 1980 mm                                                                 |
| Alt                       | 1130 mm                                                                 |
| Pneumàtics                | 245/40 ZR17 davanters i 335/35 ZR17 darrere                             |

## De la carretera als circuits
Ferrari F40LM
Per celebrar adequadament els 40 anys d'existència de la Ferrari, el "Commendatore" va donar lloc a una nova llegenda, un monument a la velocitat, fet a base d'estil, i desbordant potència, el F40. Un nom breu, que resumeix a la perfecció l'esdeveniment, que va fer saltar l'agulla del compta-quilòmetres de les emocions, fins a la zona vermella de les palpitacions. El que el Enzo Ferrari va revelar el 12 de març de 1987, al centre cívic de Maranello, encarnava i simbolitzava alhora l'agressió feta cotxe, barreja de corbes, de línies rectes, de formes harmoniosament dosificades i que acabaven en un impressionant aleró. Aquesta llegenda va continuar, anys més tard en els circuits, primer a la IMSA Americana, amb la versió F40LM i ja en els anys 95 i 96, en el campionat de resistència BPR i en les 24 hores de Le Mans, amb els F40GTE i F40GTEII, anomenats així per ser evolucions del F40LM.
L'origen d'aquesta especial versió de carreres s'ha de buscar en França. Daniel Marín, importador per al país gal de Ferrari i apassionat de la competició, va encarregar a Michelotto la preparació d'un F40 per participar en la categoria IMSA americana. El treball d'aquest no va ser precisament superficial, donant forma a un F40 de 700cv, al qual es podien treure prop dels 800cv amb el turbo bufant a 2,5 bars, dotat amb molts refinaments tecnològics que es podien trobar a la Fórmula-1 del moment.Treure més cavalls al propulsor d'origen no era tasca massa complicada, però gairebé doblar la potència sí que era un treball per a especialistes. Michelotto va prendre com a base de partida el mateix motor del F40, el de tots conegut V8 de 2936cc, i sobre ell suma camises i pistons especials, de manera que la cilindrada es va reduir a 2855cc, lògicament amb un menor diàmetre i una carrera una mica més gran. També va substituir els arbres de lleves i va modificar la gestió de la injecció.
La pressió màxima de bufat del turbo va passar d'1,1 bar a 2,2 bar el que equival als 700cv anunciats, però es podia arribar a 2,5 bar per voltes ràpides de qualificació, moments en què es disposava de l'esgarrifosa xifra de 800cv.L'embragatge bidisco d'origen es va substituir per un de tres discos, mentre que la caixa de canvis, de relació més tancada encara va ser de cinc velocitats no sincronitzades, la qual s'oferia al cotxe de sèrie per als usuaris que ho desitjaven. Es va disposar de tres grups cònics a triar, depenent del tipus de traçat que s'havia de córrer. Transmetre tota la força descomunal del F40LM a terra, també va suposar un autèntic esforç per l'enginy de Michelotto, les suspensions es van modificar, col·locant els amortidors davanters (uns Koni regulables, especialment desenvolupats per a l'ocasió) en posició horitzontal, al més pur estil dels monoplaces de Formula-1, però on més interès es va posar, va ser en l'apartat aerodinàmic. El frontal va rebre un afilat spoiler per mantenir el tren davanter en contacte amb el terra. El cul, a la part inferior, va comptar amb els extractors de flux d'aire per a provocar l'efecte Venturi, a més de l'enorme aleró posterior de kevlar, que era regulable, podent variar la càrrega aerodinàmica al tren del darrere, depenent del circuit. Els frens eren similars als d'un grup C, de carboni i pinces de quatre bombins, les llantes eren unes OZ de tres peces de més gola, i els pneumàtics eren uns slick de 24,5 x12, 5 davant i 27,5 x14, 5 darrere.
Es van construir un total de tretze unitats, una va ser enviada als Estats Units per córrer en el campionat IMSA, amb Jean Alesi i JP Jabouille l'any 1989, sense gaire sort. Degut també a la manca de proves de GT en aquella època, i l'alt cost de preparació d'aquests vehicles, es va aturar el projecte d'evolució, venent la majoria de cotxes a col·leccionistes ia escuderies privades, fins a l'aparició del campionat BPR el 1994, on van començar a sortir dels garatges i van tornar a córrer en mans de gentleman drivers, sota colors d'escuderies d'Europa.Encara que van demostrar estar en plena forma, van ser evolucionats i millorats fins a límits insospitats, apareixent noves evolucions com el F40GTE i F40GTE II, permetent mesurar amb vehicles molt més moderns i ràpids com els McLaren F1, o els Venturi 600LM, tots ells amb més de 650CV i un gran nombre de Porsche de tota classe. Els problemes de consum van ser el seu taló d'Aquiles, pel que els penalitzava en haver d'entrar més vegades a boxes a provisionar-se de combustible, però tant en velocitat punta, com en prestacions, van estar a un altíssim nivell. La seva última participació va ser en el Campionat BPR del 96, amb l'equip més punter, format pels germans Ferté de Bèlgica, i en les 24 hores de Le Mans de 1994 i 1995, classificant-se 12º.